# Häbberstjärnen, Jämtland
Häbberstjärnen är en sjö i Strömsunds kommun i Jämtland och ingår i Ångermanälvens huvudavrinningsområde. Sjön har en area på 0,144 kvadratkilometer och ligger 789,9 meter över havet.

## Delavrinningsområde
Häbberstjärnen ingår i det delavrinningsområde (717014-146462) som SMHI kallar för Ovan Lillån. Medelhöjden är 687 meter över havet och ytan är 28,92 kvadratkilometer. Räknas de 2 avrinningsområdena uppströms in blir den ackumulerade arean 34,09 kvadratkilometer. Storån som avvattnar avrinningsområdet har biflödesordning 4, vilket innebär att vattnet flödar genom totalt 4 vattendrag innan det når havet efter 277 kilometer. Avrinningsområdet består mestadels av skog (53 procent), sankmarker (28 procent) och kalfjäll (15 procent). Avrinningsområdet har 0,14 kvadratkilometer vattenytor vilket ger det en sjöprocent på 0,5 procent.